# Mel B
Melanie Janine Brown (sinh ngày 29 tháng 5 năm 1975), còn được biết đến với nghệ danh Mel B hay Melanie B, là nữ ca sĩ, diễn viên người Anh Quốc. Brown nổi tiếng vào những năm 1990 với tư cách là thành viên nhóm nhạc nữ Spice Girls. Trong nhóm, cô có biệt danh là Scary Spice.